# Karin Ugowski
Karin Ugowski (Berlino, 11 luglio 1943) è un'attrice tedesca.

## Biografia
Cresce in Germania tra le rovine del dopoguerra, nel quartiere berlinese di Johannisthal e, tra il 1962 e il 1965, studia recitazione presso l'Accademia Konrad Wolf (HFF) di Potsdam, contro la volontà dei genitori. Dopo aver partecipato a numerose produzioni teatrali e televisive, prende parte, dal 2005 al 2009, al cast della soap opera di ZDF La strada per la felicità, incarnando il ruolo di Eva Landmann e ottenendo più presenze col collega Ralph Schicha, quest'ultimo nei panni di Tobias Becker. Dal 2006 è membro attivo del Deutsche Filmakademie.

## Filmografia

### Cinema
- Frau Holle, regia di Gottfried Kolditz (1963)
- Die goldene Gans, regia di Siegfried Hartmann (1964)
- König Drosselbart, regia di Walter Beck (1965)
- Signale - Ein Weltraumabenteuer, regia di Gottfried Kolditz (1970)
- Osceola, regia di Konrad Petzold (1971)
- Das Ding im Schloß, regia di Gottfried Kolditz (1979)
- Veszélyes játékok, regia di Tamás Fejér (1980)
- Der Doppelgänger, regia di Werner W. Wallroth (1985)
- Die Beteiligten, regia di Horst E. Brandt (1989)
- Ein brauchbarer Mann, regia di Hans-Werner Honert (1989)
- Open, regia di Charlotte Siebenrock (2006)

### Televisione
- Der Nachfolger, regia di Ingrid Sander (1965)
- Columbus 64, regia di Ulrich Thein (1966)
- Trick 17 B, regia di Hans-Erich Korbschmitt (1966)
- Geheimkommando Spree, regia di Helmut Krätzig (1968)
- Tolle Tage, regia di Wolfgang Luderer (1969)
- Der Arzt wider Willen, regia di Benno Besson (1971)
- Ehe man Ehefrau bleibt, regia di Jens-Peter Proll (1977)
- Das unsichtbare Visier – serie TV, episodi 5x01-5x02-5x03 (1977)
- Rentner haben niemals Zeit – serie TV, 12 episodi (1078-1979)
- Ja, so ein Mann bin ich!, regia di Hans Joachim Preil (1980)
- Kippenberg, regia di Christian Steinke (1981)
- Die Nacht mit Friedemann, regia di Peter Hill (1982)
- Ach du meine Liebe, regia di Georgi Kissimov (1984)
- Rùzový Hubert, regia di Zdenek Kubecek (1987)
- Der Geizige, regia di Werner Tietze (1987)
- Flugstaffel Meinecke – serie TV (1989)
- Der Staatsanwalt hat das Wort – serie TV, 7 episodi (1978-1990)
- Ein kleiner Knall am Nachmittag, regia di Christine Krüger (1991)
- Die Männer vom K3 – serie TV, episodio 3x02 (1993)
- Praxis Bülowbogen – serie TV, episodio 4x11 (1994)
- Für alle Fälle Stefanie – serie TV, episodio 3x03 (1997)
- Dr. Sommerfeld - Neues vom Bülowbogen – serie TV, episodio 1x14 (1998)
- Polizeiruf 110 – serie TV, 6 episodi (1972-2001)
- Hinter Gittern - Der Frauenknast – serie TV, 5 episodi (2001)
- Abschnitt 40 – serie TV, episodio 1x07 (2002)
- Die Sitte – serie TV, episodio 2x07 (2004)
- Sehnsucht, regia di Ciro Cappellari (2004)
- Verrückt nach Markus Werner, regia di Petra Böschen (2004)
- Der Mörder meines Vaters, regia di Urs Egger (2005)
- Squadra speciale Lipsia (SOKO Leipzig) – serie TV, episodio 7x03 (2005)
- Nikola – serie TV, episodio 9x10 (2005)
- Tornado - Der Zorn des Himmels, regia di Andreas Linke (2006)
- In aller Freundschaft – serie TV, episodi 8x36-11x19 (2005-2008)
- La strada per la felicità (Wege zum Glück) – serial TV, 789 puntate (2005-2009)

## Programmi televisivi
- Hier ab vier (2003)
- Riverboat - Die MDR-Talkshow aus Leipzig (2006)
- Zibb (2008)